# Brescia Challenger
Il Brescia Challenger è stato un torneo professionistico di tennis giocato tra il 1982 e il 1984 su campi in terra rossa. Faceva parte dell'ATP Challenger Series. Si giocava annualmente  nel mese di novembre nel centro sportivo San Filippo a Brescia in Italia. Il circuito Challenger è tornato a Brescia nel 2014 con la prima edizione degli Internazionali Città di Brescia.

## Albo d'oro

### Singolare
| Anno | Campione                  | Finalista       | Punteggio     |
| ---- | ------------------------- | --------------- | ------------- |
| 1982 | Florin Segărceanu         | Dominique Bedel | 2-6, 6-0, 6-4 |
| 1983 | Roland Stadler            | Víctor Pecci    | 6-3, 6-1      |
| 1984 | Christophe Roger-Vasselin | Jordi Arrese    | 6-4, 7-6      |

### Doppio
| Anno | Campioni                         | Finalisti                          | Punteggio     |
| ---- | -------------------------------- | ---------------------------------- | ------------- |
| 1982 | Carlos Kirmayr Florin Segărceanu | Patrizio Parrini Federico Rinaldi  | 7-6, 6-2      |
| 1983 | Iván Camus Raúl Viver            | Dácio Campos Eduardo Oncins        | 6-2, 5-7, 6-4 |
| 1984 | Jacques Hervet Jérôme Vanier     | Alejandro Ganzábal Carlos Gattiker | 7-5, 2-6, 6-4 |